# HD 74772
HD 74772 är en ensam stjärna belägen i den norra delen av stjärnbilden Seglet och som också har Bayer-beteckningen d Velorum. Den befinner sig nära Vela SNR, vilket ger en intensiv bakgrund av röntgenstrålning. Den har en skenbar magnitud av ca 4,05 och är svagt synlig för blotta ögat där ljusföroreningar ej förekommer. Baserat på parallax enligt Gaia Data Release 2 på ca 15,8 mas, beräknas den befinna sig på ett avstånd på ca 207 ljusår (ca 63 parsek) från solen. Den rör sig närmare solen med en heliocentrisk radialhastighet på ca -2 km/s.

## Egenskaper
HD 74772 är en gul till vit jättestjärna av spektralklass G6 III. Den har en massa som är ca 3 solmassor, en radie, som baserat på en uppmätt vinkeldiameter av 1,73 ± 0,12 mas, är ca 12 solradier och har ca 128 gånger solens utstrålning av energi från dess fotosfär vid en effektiv temperatur av ca 5 200 K.